# Al-Jathiyah
Al-Jathiyah (Il Ginocchio Piegato) è la quarantacinquesima Sura del Corano, una sura meccana composta da 37 versetti. Il nome "Al-Jathiyah" si riferisce al primo verso, in cui viene menzionata la prostrazione o il ginocchio piegato in adorazione. Questa sura tratta vari argomenti, inclusi la risurrezione, il monoteismo, la riflessione sulla creazione e l'invito alla fede.

## Contenuto

### Introduzione e Avvertimento sulla Risurrezione
Versetti 1-6: La sura inizia con una dichiarazione sulla divinità di Allah e avverte gli increduli sulla realtà della risurrezione. Si sottolinea che il Giorno del Giudizio non è lontano e che ogni anima sarà ripagata per ciò che ha fatto.

### Creazione e Segni di Allah
Versetti 7-12: Viene esaltata la creazione dei cieli e della terra come segno del potere e della sapienza di Allah. Si invita gli uomini a riflettere sulla creazione come prova dell'esistenza e dell'unicità di Allah.

### Invito alla Fede e al Monoteismo
Versetti 13-15: Si invita alla fede e al monoteismo, esortando gli uomini ad adorare solo Allah e a seguire la via retta. Viene sottolineata l'importanza di credere nel messaggio divino e di evitare l'idolatria.

### Confronto tra la Guida e l'Errore
Versetti 16-20: Viene descritta la differenza tra coloro che seguono la guida divina e coloro che si allontanano da essa. Si avverte che coloro che rifiutano il messaggio di Allah saranno condannati e non avranno alcun alleato o protettore.

### Dialogo tra Credenti e Miscredenti
Versetti 21-25: Si descrive un dialogo tra i credenti e i miscredenti riguardo alla realtà della risurrezione e alla loro sorte nell'aldilà. I credenti esaltano la bontà di Allah e la loro fede in Lui, mentre i miscredenti rifiutano di credere e chiedono segni.

### Invito alla Riflessione e alla Fede
Versetti 26-37: Viene ribadito l'invito alla riflessione sulla creazione come prova dell'esistenza di Allah. Si esalta la bontà e la misericordia di Allah verso coloro che credono e si pentono. Viene esortato a seguire la via retta e ad adorare solo Allah.

## Analisi
La Sura Al-Jathiyah offre un avvertimento chiaro sulla risurrezione e il Giorno del Giudizio, invitando alla riflessione sulla creazione come prova dell'esistenza di Allah. Attraverso il confronto tra credenti e miscredenti, viene evidenziata la differenza tra coloro che seguono la guida divina e coloro che la rifiutano.
Inoltre, la sura ribadisce l'importanza della fede nel messaggio divino e del monoteismo, invitando gli uomini a adorare solo Allah e a seguire la via retta. È un richiamo alla riflessione, al pentimento e alla conversione verso la verità rivelata.